# Paolo da Firenze
Paolo da Firenze (Paolo Tenorista, Magister Dominus Paulus Abbas de Florentia; Firenze, 1355 circa – dopo 20 settembre 1436) è stato un compositore e teorico della musica italiano del tardo XIV secolo e dei primi del XV.
Egli operò nel periodo di transizione fra la musica medioevale e quella rinascimentale, nella corrente musicale che prese il nome di ars nova.

## Biografia
Su Paolo esiste un'insolita mole di notizie rispetto agli altri compositori suoi contemporanei; la recente scoperta di un voluminoso manoscritto illustrato sulle sue musiche, ha consentito ai suoi biografi di ricostruire la sua attività con una certa dovizia di particolari: Paolo nacque a Firenze, suo padre di nome Marco era di umili origini e Paolo aveva tre fratelli. Quando si dimise da abate il 16 giugno 1433, aveva 78 anni e questo ci fa scoprire la sua data di nascita.
Egli divenne monaco benedettino intorno al 1380 e un suo ritratto si trova sul Codice Squarcialupi vestito da frate; l'8 marzo 1401 venne nominato abate del monastero di San Martino al Pino. Poco prima del 1417 divenne rettore del fiorentino ospizio di Orbatello dove rimase per circa dieci anni. Intorno al 1410 a Firenze, fece da supervisore alla compilazione del Codice Squarcialupi, la fonte più importante delle musiche italiane dell'intero XIV secolo.
Nel 1436 Paolo morì a Firenze. Egli visse pertanto per ben 81 anni, un periodo lunghissimo per i suoi tempi.

## La sua musica
La maggior parte delle musiche di Paolo sono state pubblicate a Firenze nel 1970, rendendo così facilmente disponibili le sue opere. Le sue musiche hanno degli aspetti conservatori ma anche progressisti rispetto all'epoca in cui sono state composte. Mentre la maggior parte dei suoi lavori appartiene alla musica profana ed è tutta vocale, soltanto due composizioni di musica sacra (un Benedicamus Domino a due voci e un Gaudeamus omnes in Domino a tre voci) sono pervenute fino a noi. Quante composizioni sacre e profane scrisse è difficile da immaginare, ma l'esplosione di interesse per la musica profana nel XIV secolo ci fa propendere per l'interpretazione che sia giusta la proporzione rispetto alle tipologie pervenuteci.
Le sue composizioni di musica profana sono di tre tipologie diverse: 13 madrigali, 46 ballate (di alcune delle quali esistono soltanto dei frammenti e di altre esiste l'attribuzione cancellata sulla partitura) e 5 canzoni profane. Tutta la sua musica è scritta per due o tre voci ed è databile al periodo precedente il 1410. Nessuna delle sue composizioni posteriori a tale data è a noi nota.
Altri frammenti trascritti in notazione moderna sono disponibili nel cosiddetto Codice Lowinsky, dal nome del professore californiano che possiede l'originale nella sua libreria e che ha contribuito allo studio della musica di questo compositore. La prefazione del libro, stampato negli Stati Uniti, è di Nino Pirrotta.
La questione più strana sulla sua musica è dovuta al fatto che nel Codice Squarcialupi esistono 32 pagine intestate al suo nome con un suo ritratto, ma queste sono inspiegabilmente bianche visto che Paolo fu il supervisore della compilazione del codice. Qualcuno sostiene che esse non fossero disponibili al momento della compilazione del Codice. Hoppin (p. 466) suggerisce che Paolo fosse fuori Firenze nel momento in cui avvenne la scrittura del Codice, al servizio del Cardinale Acciaiuoli e questo sarebbe il motivo della mancanza.
I madrigali di Paolo combinano lo stile italiano a quello francese e mostrano una notevole influenza della scuola dell'ars subtilior di Avignone, nella loro complessa ed intricata scrittura ritmica; molte di queste sono a due voci, una scelta conservatrice. Le ballate sono più moderne; molte sono a tre voci e sono liriche e melodiche ma hanno una complessa struttura ritmica che richiama i canoni compositivi della scuola dell'ars subtilior. L'influenza di Landini, difficile da evitare in un compositore fiorentino del tardo XIV secolo, è evidente sia nei madrigali che nelle ballate.